# 計量革命
計量革命（けいりょうかくめい、英語: quantitative revolution）とは、数理科学的・統計学的な手段を用いて地理学のモデルを作成したり、地理学的な諸現象の説明を行ったりしようとした運動のことである。計量革命は1950年後半から1960年代前半に欧米で発生・進行し、1960年代のアメリカ合衆国の地理学界に大きな影響を及ぼしたほか、全世界に拡大した。

## 背景
1950年代前半までの地理学は個性記述的な学問という意見が強かったが、1950年代後半になると、フレッド・シェーファーなどにより、地理学を自然科学のように法則定立的な学問に変えようとする運動が起こった。シェーファーは「空間の科学としての地理学」を主張したほか、論理実証主義を地理学に取り入れようとした。その後、地域科学の成立、コンピュータの技術進歩、地理学における空間分析の手法の導入などにより、計量革命が起こった。

## 動向

### アメリカ合衆国
アメリカ合衆国では、1950年代末にワシントン大学にて計量革命が始まった。その後、アイオワ大学、ノースウェスタン大学、ウィスコンシン大学、シカゴ大学にも拡散し、計量革命の中心となった。
ワシントン大学では、ウィリアム・ギャリソンとその門下の大学院生により計量地理学の研究が始められた。彼らは、経済学の理論および計量的分析法を地理学に適用させ、空間パターンの規則性や距離の効果に関する研究を進めた。例えば、ギャリソンは、グラフ理論や多変量解析、線形計画法などを用いた分析方法を開発し、ネットワーク分析や圏域設定、交通インパクト研究、輸送配分問題などの実証研究で適用させた。このほか、門下生の中には買物などのトリップ行動の分析を行う者もいた。ギャリソンおよび門下生が行った数理的、理論的な研究は、アメリカ合衆国全国に紹介され、以降発展していく空間分析および行動地理学の研究の先駆となった。また、ワシントン大学で博士号を取得した大学院生は他大学の教員となり、計量革命を拡散させていった。
ベリーはシカゴ大学に赴任し、計量的手法に基づく都市地理学・経済地理学を教授した。その一方、ワシントン大学時代とは異なり、伝統的地理学との親和性の高い研究を行い。計量的な手法を用いて伝統的地理学の研究法を発展させていった。このときベリーは地理学的な標本抽出法、地理行列の考案などを行っていた。
他方、ノースウェスタン大学ではエドワード・ターフェと門下の大学院生により計量分析の研究が進められていた。さらに、ギャリソンがノースウェスタン大学に着任した後、ギャリソンの門下生だったワシントン大学出身者も着任し、計量地理学の研究の拠点機能が高まった。
ウィスコンシン大学では、ウィリアム・バンギがシェーファーの主張を引き継ぎ、『理論地理学』をスウェーデンのルンド大学から出版した。『理論地理学』では、地理学の目標として空間理論の構築が主張された。他に、アーサー・H・ロビンソンにより地図パターンの相関分析が行われた。
アイオワ大学では、シェーファーが『地理学における例外主義』 にて「空間の科学としての地理学」を主張し、リチャード・ハーツホーンを批判した。ハロルド・ハル・マッカーティ (Harold Hull McCarty)は、空間的関連 (spatial association)の分析において相関分析や回帰分析を利用したほか、空間的関連の有無が空間スケールの大小により異なることを指摘した。

### イギリス
イギリスでは、アメリカ合衆国で計量革命に触れて帰国したピーター・ハゲット、リチャード・チョーリーなどが計量分析に関心をもっていた。このほか、イギリスでは応用研究への経験から計量分析の重要性を主張していた人もおり、また既に気候学者が統計学的な分析を行っていたが、ハゲットやチョーリーの書籍出版後に、イギリス地理学界にてモデル分析の重要性が浸透した。イギリスではハゲット、チョーリーの出身校であるケンブリッジ大学および、ハゲットの勤務校となったブリストル大学を中心として、計量革命が他大学に広がった。
イギリスの計量革命の特徴として、自然地理学との密接性が高いこと、理論化・モデル化を志向することが挙げられる。

### スウェーデン
スウェーデンでは、ルンド大学のトルステン・ヘーゲルストランドが空間的拡散の研究でモンテカルロ法を用いたシミュレーションモデルを構築し、社会科学の新たな研究法を提示した。ヘーゲルストランドの研究は、アメリカ合衆国ワシントン大学のモリルなどに影響を及ぼし、後にモリルはルンド大学に留学した。

## 影響
計量革命によりアメリカ合衆国では、三大地理学雑誌や地理学の博士論文において、計量的な方法を利用した論文が増加した。さらに、アメリカで留学や研究を行ったイギリス人によって、アメリカでの計量革命はイギリスにも伝わり、欧米の地理学界全体で計量革命が拡大した。ただ、日本で計量的な地理学研究が活発化したのはアメリカでの計量革命より10年以上遅れている。
こうした計量的な地理学は、日本の地理教育にも多大な影響を与え、高等教育での地理学の研究・授業はもちろんの事、中等・初等教育の社会科における地理の授業にも波及した。

## 問題点など
しかし、こうした計量的なデータへの傾倒は新たな問題も生じさせた。つまり、こうした計量的な数理データの収集・分析が既に地理学の手段ではなく、すでに目的となっているという問題である。こうした批判から、地理学に新たな問題が生じた。また、こうした計量的な手法が普及したのは、人文地理学では計量革命付近からであるが、自然科学の範疇である自然地理学ではそれより以前から用いられていたものでもあったが、自然地理学でも主流となった。こうした、計量的な方法のみでは人間を扱う人文地理学が解明しきれないという反発から、現在では個人の主体的観念に着目した人文主義地理学などの他の考え方が主流となってきている。